# O que você quer saber de verdade
O que você quer saber de verdade è un album della cantante brasiliana Marisa Monte, pubblicato nel 2011.

## Il disco
O que você quer saber de verdade è stato pubblicato dopo oltre cinque anni dai precedenti lavori in studio di Marisa Monte, Infinito particular e Universo ao meu redor, entrambi del 2006.

## Tracce
1. O que você quer saber de verdade – 2:22
2. Descalço no parque – 2:48
3. Depois – 2:54
4. Amar alguém – 3:04
5. O que se quer – 2:47
6. Nada tudo – 3:15
7. Verdade, uma ilusão – 4:14
8. Lencinho querido (El panuelito) – 3:20
9. Ainda bem – 3:36
10. Aquela velha canção – 3:21
11. Era óbvio – 4:19
12. Hoje eu não saio não – 2:54
13. Seja feliz – 2:58
14. Bem aqui – 3:36

## Formazione
- Marisa Monte - voce, produzione
- Dadi - chitarra, co-produzione

## Edizioni
2011 – CD, Phonomotor Records EMI Records 50999 0852942 8

### Singoli
2011 – Ainda bem, download digitale, Phonomotor Records EMI Records